# Sōko Yamaoka
Sōko Yamaoka (山岡 聡子, Yamaoka Sōko), née le 29 mai 1974 à Nagano, est une snowboardeuse japonaise, spécialiste du half pipe.

## Palmarès

### Championnats du monde
- Championnats du monde de 2007 à Arosa (Suisse) :
  -  Médaille d'argent en half pipe.

### Coupe du monde
- 1 petit globe de cristal :
  - Vainqueur du classement half-pipe en 2004.
- 16 podiums dont 6 victoires.